# Газовий тор

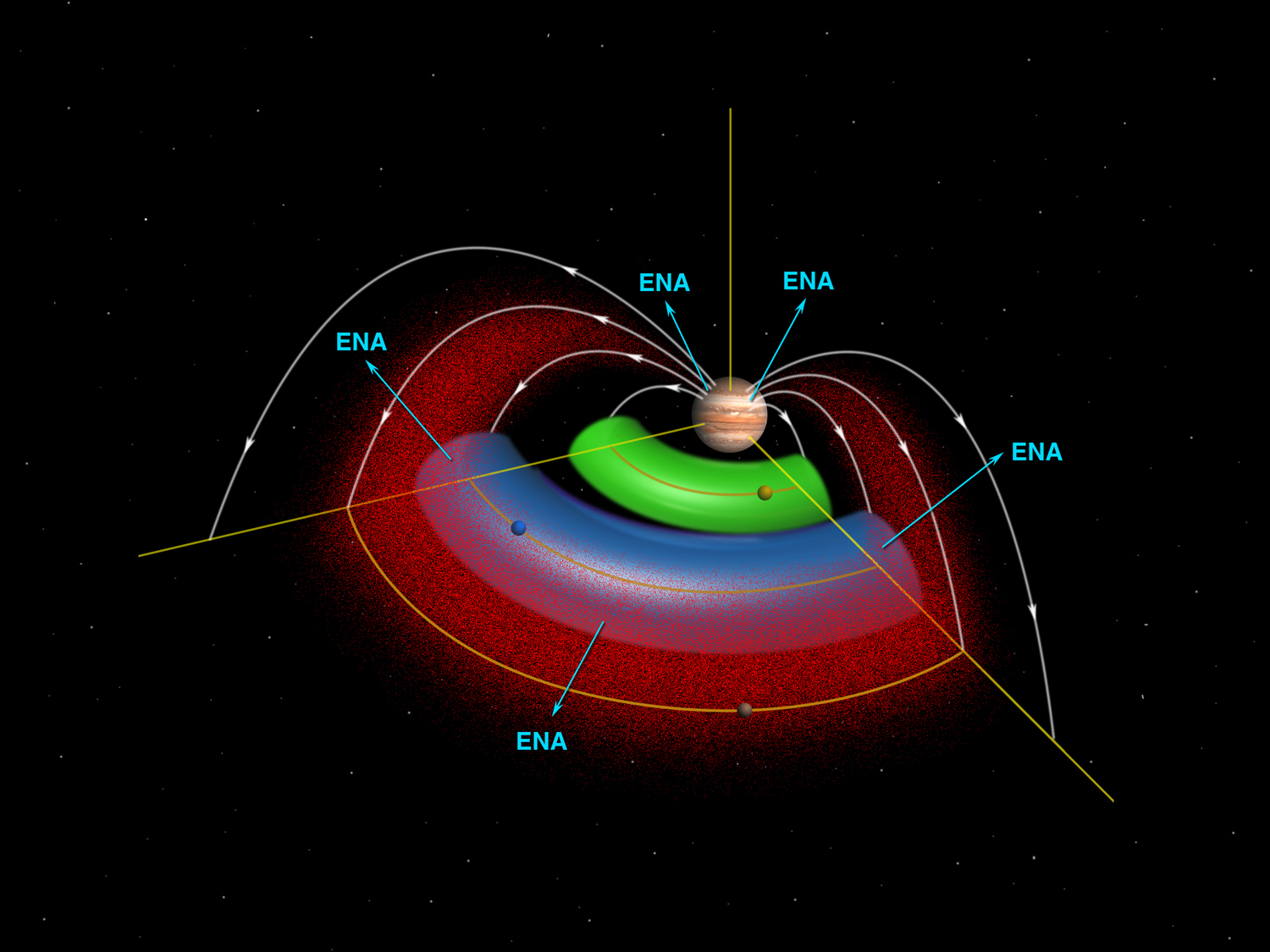
Газові тори Юпітера, породжені Іо (зелений) і Європою (синій)

Газовий тор — це тороїдна хмара газу або плазми, яка опоясує планету. У Сонячній системі газові тори, як правило, утворюються внаслідок взаємодії атмосфери супутника з магнітним полем планети. Найвідомішим прикладом є плазмотор Іо, який утворюється в результаті іонізації кисню та сірки з розрідженої атмосфери Іо, вулканічного супутника Юпітера, в обсязі приблизно 1 тонна в секунду. До іонізації ці частинки є частиною нейтрального тора, також зосередженого на орбіті Іо. Спостереження за енергетичними частинками також свідчать про наявність нейтрального тора навколо орбіти Європи, іншого супутника Юпітера.
Іншим прикладом є тор з кисню та водню, породжений Енцеладом, супутником Сатурна. Кріовулканічна активність у районі південного полюса Енцелада призводить до викидів у космос газів (переважно водяної пари) та льоду, з яких і формується тор. На відміну від тору Іо, де частинки переважно іонізовані, у торі Енцелада щільність нейтральних частинок значно більша за щільність іонів.
Після зустрічей «Вояджерів» із Сатурном розглядалася можливість існування тора з азоту, породженого його супутником Титаном. Подальші спостереження космічним кораблем «Кассіні» не виявили чітких свідчень існування такого тора. Хоча не було можливості провести вимірювання рівня нейтрального азоту, іони поблизу орбіти Титана були переважно з груп водню та води (O+, OH+, H2O+ і H3O+) з тора Енцелада. Сліди іонів азоту були виявлені, але на таких рівнях, що їх джерелом також міг би бути Енцелад.
Вигаданий газовий тор є місцем дії романів Ларрі Нівена «Інтегральні дерева» і «Димове кільце», у яких газовий гігант на орбіті навколо нейтронної зорі генерує газовий тор, що має достатню щільність та достатньо вільного кисню для підтримки життя, в тому числі людей.

## Цитовані джерела
- Khurana, K. K.; Kivelson, M. G. та ін. (2004). The configuration of Jupiter's magnetosphere (PDF). У Bagenal, Fran; Dowling, Timothy E.; McKinnon, William B. (ред.). Jupiter: The Planet, Satellites and Magnetosphere. Cambridge University Press. ISBN 978-0-521-81808-7. Архів оригіналу (PDF) за 19 березня 2014. Процитовано 10 травня 2022.